# Póvoa de Lanhoso
Póvoa de Lanhoso là một huyện thuộc tỉnh Braga, Bồ Đào Nha. Huyện này có diện tích 133 km², dân số thời điểm năm 2001 là 22772 người.